# Macropodanthus
Macropodanthus – rodzaj roślin z rodziny storczykowatych (Orchidaceae). Obejmuje 11 gatunków. Występują one w Azji Południowo-Wschodniej w takich krajach i regionach jak: Wietnam, Kambodża, Laos, Tajlandia, Malezja Zachodnia, Filipiny, Nikobary, Borneo, Jawa, Sumatra. Są to epifityczne rośliny zielne rosnące w lasach na wysokościach 500–1900 m n.p.m.

## Morfologia
KwiatySłodko pachnące, białe lub żółte, w czerwone, liliowo-różowe lub pomarańczowo-brązowe plamki.

## Systematyka
Rodzaj sklasyfikowany do podplemienia Aeridinae w plemieniu Vandeae, podrodzina epidendronowe (Epidendroideae), rodzina storczykowate (Orchidaceae), rząd szparagowce (Asparagales) w obrębie roślin jednoliściennych.
Wykaz gatunków
- Macropodanthus alatus (Holttum) Seidenf. & Garay
- Macropodanthus berkeleyi (Rchb.f.) Seidenf. & Garay
- Macropodanthus brevidentatus Aver. & Vuong
- Macropodanthus clausus (J.J.Sm.) Aver.
- Macropodanthus cootesii Tiong
- Macropodanthus membranifer (Carr) H.A.Pedersen
- Macropodanthus nayanianum J.J.Wood & A.L.Lamb
- Macropodanthus philippinensis L.O.Williams
- Macropodanthus rimauensis J.J.Wood & A.L.Lamb
- Macropodanthus sabahensis J.J.Wood & A.L.Lamb
- Macropodanthus teysmannii (Miq.) H.A.Pedersen